# Calliephialtes dimorphus
Calliephialtes dimorphus är en stekelart som beskrevs av Joseph Augustine Cushman 1938. Calliephialtes dimorphus ingår i släktet Calliephialtes och familjen brokparasitsteklar. Inga underarter finns listade.